# Antonio I di Costantinopoli
Antonio Kassymatas (in greco Αντώνιος Κασσυματάς?; VIII secolo – 21 gennaio 837) è stato un arcivescovo bizantino, che ha ricoperto la carica di Patriarca ecumenico di Costantinopoli tra il gennaio 821 e il gennaio 837.

## Biografia
Antonio aveva origini non distinte, ma ricevette una buona istruzione, diventando avvocato a Costantinopoli intorno all'anno 800. In seguito divenne monaco e arrivò alla posizione di abate. Nel 814 diventò vescovo di Syllaion in Anatolia. Sebbene Antonio fosse un iconodulo, divenne un iconoclasta nell'815, quando l'imperatore Leone V, l'armeno, ricostituì l'iconoclastia. Si dice che sul cambiamento di opinione di Antonio abbia influito la sua speranza di ottenere il patriarcato. L'imperatore lo nominò membro del comitato guidato dal futuro patriarca Giovanni Grammatico per trovare supporto patristico sull'iconoclastia.

### Patriarcato
Nell'821 il nuovo imperatore Michele II nominò Antonio patriarca Antonio, deludendo gli Studiti, che speravano che le icone venissero ripristinate. Quando il patriarca di Antiochia incoronò Tommaso lo slavo imperatore rivale, Antonio lo fece scomunicare nell'822. Gli storici iconoduli riportano che Antonio fu colpito da una malattia come punizione divina per la sua partecipazione ai consigli iconoclasti. Il patriarca morì all'inizio dell'837 e fu successivamente anatemizzato nella sinodika ortodossa.